# Trophée des champions (football)
Pour les articles homonymes, voir Trophée des champions.
Le Trophée des champions est une compétition française annuelle et officielle de football organisée par la Ligue de football professionnel (LFP) depuis 1995.
Une compétition similaire a été organisée par la Fédération française de football de 1955 à 1973 sous l'appellation Challenge des champions puis de 1985 et 1986 sous le nom de Trophée des champions. Néanmoins, ces trois compétitions sont généralement considérées comme distinctes, sans continuité du palmarès, que ce soit par la LFP, la FFF, l'Equipe ou France Football[réf. nécessaire].
Généralement programmé en ouverture de la saison, il oppose le champion de France au vainqueur de la Coupe de France de la saison précédente.
Le Paris Saint-Germain est le club le plus titré dans l'histoire de la compétition avec treize victoires. Il en est également le tenant du titre en 2024.

## Histoire

### Challenge des champions (1955-1973)
En 1949, le champion de France de Division 1 1948-1949, le Stade de Reims, bat le vainqueur de la Coupe de France 1948-1949, le RC Paris, sur le score de 4–3 lors d'un match amical organisé au Stade olympique Yves-du-Manoir à Colombes devant 8 025 spectateurs. La rencontre ne revêt alors aucun caractère officiel et aucun titre n'est en jeu.[réf. nécessaire]
En septembre 1955, la Fédération française de football association (FFFA) lance le Challenge des champions opposant le vainqueur du Championnat de France au vainqueur de la Coupe de France ; la première édition a lieu au stade Vélodrome entre le Stade de Reims et le LOSC Lille. La compétition co-organisée avec l'Union nationale des footballeurs professionnels (UNFP) se tient de manière régulière de 1955 à 1973[réf. nécessaire]. La compétition est reprise sous le nom de « Trophée des champions » et deux éditions ont lieu en 1985 et 1986[réf. nécessaire].

### Trophée des champions (depuis 1995)

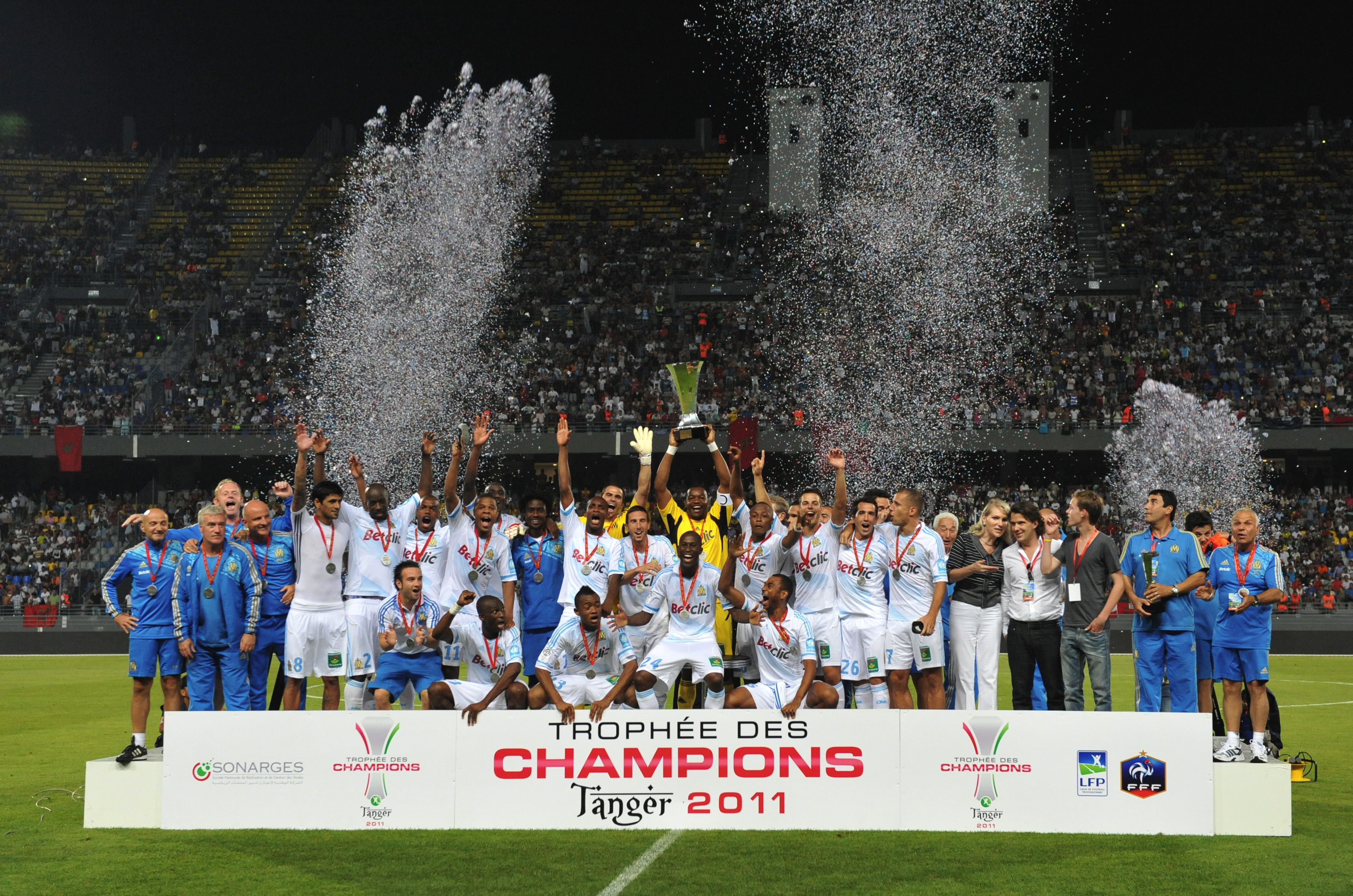
Le capitaine marseillais Steve Mandanda, soulevant le Trophée des champions 2011.

Le premier match de Trophée des Champions organisé par la Ligue de football professionnel (LFP) se dispute lors de la saison 1995-1996. Le match voit s'affronter le Paris Saint-Germain et le FC Nantes en janvier 1996 au Stade Francis-Le Blé à Brest.
Le Trophée des champions n'a pas été disputé ni attribué en 1996, : l'AJ Auxerre ayant remporté le championnat et la Coupe de France 1995-1996, il est alors prévu que le Trophée des champions oppose cette année-là Auxerre au FC Metz, vainqueur de la Coupe de la Ligue 1995-1996. La rencontre qui devait se disputer au stade de la Méditerranée à Béziers le 5 janvier 1997 est reportée en raison de la neige ; elle ne sera finalement jamais jouée faute de dates dans le calendrier.
En 2008, l'Olympique lyonnais réalise le doublé et, faute de règlement et contrairement à l'édition 1996 qui n'a pas été jouée, la Commission des compétitions de la LFP décide d'opposer l'OL aux Girondins de Bordeaux, vice-champions de France. Le choix du Paris Saint-Germain, vainqueur de la Coupe de la Ligue et finaliste de la Coupe de France, est écarté. Les Bordelais mettent fin à la domination lyonnaise en remportant la compétition à l'issue de la séance des tirs au but.

Depuis 2009, le Trophée des champions se joue à l'étranger, avec des arbitres locaux. L’édition de 2020 s’est exceptionnellement tenue en France en janvier 2021 à huis clos, au Stade Bollaert-Delelis à Lens, en raison de la pandémie de Covid-19, et l'édition 2023 qui devait initialement se tenir à Bangkok en Thaïlande a été annulée par l'organisateur thaïlandais, le groupe Fresh Air Festival, officiellement parce que l'état de santé de la fille du roi Rama X empêchait de disputer un match d'envergure à cette période. La LFP ne parvenant pas à trouver un nouvel organisateur étranger, le match s'est finalement disputé à Paris au Parc des Princes, en janvier 2024.

Logo de 2010 à 2021
Logo de 2021 à 2024
Logo depuis 2024

## Format
Le Trophée des champions oppose lors d'un match unique le champion de France au vainqueur de la Coupe de France. Depuis 2010, le règlement stipule que dans le cas où un club ferait le doublé Coupe-Championnat : « Si le club champion de la Ligue 1 est également vainqueur de la Coupe de France, la place attribuée au champion de la Ligue 1 est alors attribuée au club ayant terminé la saison précédente à la deuxième place de la Ligue 1 ». Ce point de règlement est appliqué en 2011, 2015, 2016, 2018, 2020 et 2024.
Le Trophée des champions est réservé aux clubs à statut professionnel : si le club vainqueur de la Coupe de France est amateur, il est remplacé par le vice-champion de Ligue 1,.
Depuis 1995, en cas d'égalité à l'issue du temps réglementaire, les deux équipes disputent directement la séance de tirs au but, sans prolongation.
La compétition pourrait changer de format en 2025, avec un format final four regroupant quatre équipes, le champion de France, le vice-champion de France, le 3e du championnat ainsi que le vainqueur de la Coupe de France.

## Palmarès

### Challenge des champions (1955-1973)
| Édition                    | Vainqueur                                       | Score de la finale | Finaliste              | Lieu de la finale                      | Affluence | Notes      |
| -------------------------- | ----------------------------------------------- | ------------------ | ---------------------- | -------------------------------------- | --------- | ---------- |
| 1955                       | Stade de Reims (1)                              | 7 - 1              | LOSC Lille             | Stade Vélodrome, Marseille             | 5 000     |            |
| 1956                       | UA Sedan-Torcy (1)                              | 1 - 0              | OGC Nice               | Parc des Princes, Paris                | 9 347     |            |
| 1957                       | AS Saint-Étienne (1)                            | 2 - 1              | Toulouse FC            | Stadium Municipal, Toulouse            | 11 254    |            |
| 1958                       | Stade de Reims (2)                              | 2 - 1              | Nîmes Olympique        | Stade Vélodrome, Marseille             | 4 659     | [ Note 1 ] |
| 1959                       | Le Havre AC (1)                                 | 2 - 0              | OGC Nice               | Parc des Princes, Paris                | 5 006     |            |
| 1960                       | Stade de Reims (3)                              | 6 - 2              | AS Monaco              | Stade Malakoff, Nantes                 | 15 289    |            |
| 1961                       | AS Monaco (1)                                   | 1 - 1ap            | UA Sedan-Torcy         | Stade Vélodrome, Marseille             | 2 000     | [ Note 2 ] |
| 1962                       | AS Saint-Étienne (2)                            | 4 - 3              | Stade de Reims         | Stade de Beaublanc, Limoges            | 8 800     |            |
| Non disputé en 1963et 1964 |                                                 |                    |                        |                                        |           |            |
| 1965                       | FC Nantes (1)                                   | 4 - 2              | Stade rennais UC       | Stade du Moustoir, Lorient             | 12 000    |            |
| 1966                       | Stade de Reims (4)                              | 2 - 0              | FC Nantes              | Stade Marcel-Saupin, Nantes            | 16 000    | [ Note 5 ] |
| 1967                       | AS Saint-Étienne (3)                            | 3 - 0              | Olympique lyonnais     | Stade Geoffroy-Guichard, Saint-Étienne | 16 398    |            |
| 1968                       | AS Saint-Étienne (4)                            | 5 - 3              | Girondins de Bordeaux  | Stade Richter, Montpellier             | 5 917     | [ Note 6 ] |
| 1969                       | AS Saint-Étienne (5)                            | 3 - 2              | Olympique de Marseille | Parc des Princes, Paris                | 6 416     |            |
| 1970                       | OGC Nice (1)                                    | 2 - 0              | AS Saint-Étienne       | Stade Léo-Lagrange, Nice               | 5 023     | [ Note 7 ] |
| 1971                       | Stade rennais UC (1) Olympique de Marseille (1) | 2 - 2              | -                      | Stade de l'Armoricaine, Brest          | 16 249    | [ Note 8 ] |
| 1972                       | SEC Bastia (1)                                  | 5 - 2              | Olympique de Marseille | Stade de Bon Rencontre, Toulon         | 5 117     | [ Note 9 ] |
| 1973                       | Olympique lyonnais (1)                          | 1 - 0              | FC Nantes              | Stade de l'Armoricainen Brest          | 10 000    |            |

### Trophée des champions (1985-1986)
| Édition                           | Vainqueur                         | Score de la finale                | Finaliste                         | Lieu de la finale                     | Affluence                         | Notes                             |
| Trophée des champions (1985-1986) | Trophée des champions (1985-1986) | Trophée des champions (1985-1986) | Trophée des champions (1985-1986) | Trophée des champions (1985-1986)     | Trophée des champions (1985-1986) | Trophée des champions (1985-1986) |
| --------------------------------- | --------------------------------- | --------------------------------- | --------------------------------- | ------------------------------------- | --------------------------------- | --------------------------------- |
| 1985                              | AS Monaco (2)                     | 1 - 1 (8-7)                       | Girondins de Bordeaux             | Parc Lescure, Bordeaux                | 21 618                            |                                   |
| 1986                              | Girondins de Bordeaux (1)         | 1 - 0                             | Paris Saint-Germain               | Stade René-Serge-Nabajoth, Les Abymes | 12 000                            | [ Note 10 ]                       |
| Non disputé entre 1987 et 1994    |                                   |                                   |                                   |                                       |                                   |                                   |

### Trophée des champions (depuis 1995)
| Édition             | Vainqueur                  | Score de la finale | Finaliste              | Lieu de la finale                  | Affluence | Notes       |
| ------------------- | -------------------------- | ------------------ | ---------------------- | ---------------------------------- | --------- | ----------- |
| 1995                | Paris Saint-Germain (1)    | 2 - 2 (6-5)        | FC Nantes              | Stade Francis-Le Blé, Brest        | 12 000    | [ Note 11 ] |
| Non disputé en 1996 |                            |                    |                        |                                    |           |             |
| 1997                | AS Monaco (3)              | 5 - 2              | OGC Nice               | Stade de la Méditerranée, Béziers  | 7 614     |             |
| 1998                | Paris Saint-Germain (2)    | 1 - 0              | RC Lens                | Stade de la Vallée du Cher, Tours  | 10 365    |             |
| 1999                | FC Nantes (2)              | 1 - 0              | Girondins de Bordeaux  | Stade de la Licorne, Amiens        | 11 858    |             |
| 2000                | AS Monaco (4)              | 0 - 0 (6-5)        | FC Nantes              | Stade Auguste-Bonal, Montbéliard   | 9 918     |             |
| 2001                | FC Nantes (3)              | 4 - 1              | RC Strasbourg          | Stade de la Meinau, Strasbourg     | 7 685     |             |
| 2002                | Olympique lyonnais (2)     | 5 - 1              | FC Lorient             | Stade Pierre-de-Coubertin, Cannes  | 5 041     |             |
| 2003                | Olympique lyonnais (3)     | 2 - 1              | AJ Auxerre             | Stade de Gerland, Lyon             | 18 524    |             |
| 2004                | Olympique lyonnais (4)     | 1 - 1 (7-6)        | Paris Saint-Germain    | Stade Pierre-de-Coubertin, Cannes  | 9 429     |             |
| 2005                | Olympique lyonnais (5)     | 4 - 1              | AJ Auxerre             | Stade de l'Abbé-Deschamps, Auxerre | 10 967    |             |
| 2006                | Olympique lyonnais (6)     | 1 - 1 (5-4)        | Paris Saint-Germain    | Stade de Gerland, Lyon             | 30 529    |             |
| 2007                | Olympique lyonnais (7)     | 2 - 1              | FC Sochaux-Montbéliard | Stade de Gerland, Lyon             | 30 413    | [ Note 13 ] |
| 2008                | Girondins de Bordeaux (2)  | 0 - 0 (5-4)        | Olympique lyonnais     | Stade Chaban-Delmas, Bordeaux      | 27 167    |             |
| 2009                | Girondins de Bordeaux (3)  | 2 - 0              | EA Guingamp            | Stade olympique, Montréal          | 34 068    |             |
| 2010                | Olympique de Marseille (2) | 0 - 0 (5-4)        | Paris Saint-Germain    | Stade du 7-Novembre, Radès         | 57 000    |             |
| 2011                | Olympique de Marseille (3) | 5 - 4              | LOSC Lille             | Stade Ibn-Batouta, Tanger          | 33 900    |             |
| 2012                | Olympique lyonnais (8)     | 0 - 0 (4-2)        | Montpellier HSC        | Red Bull Arena, Harrison           | 19 572    |             |
| 2013                | Paris Saint-Germain (3)    | 2 - 1              | Girondins de Bordeaux  | Stade d'Angondjé, Libreville       | 34 658    |             |
| 2014                | Paris Saint-Germain (4)    | 2 - 0              | EA Guingamp            | Stade des Ouvriers, Pékin          | 39 752    |             |
| 2015                | Paris Saint-Germain (5)    | 2 - 0              | Olympique lyonnais     | Stade Saputo, Montréal             | 20 057    |             |
| 2016                | Paris Saint-Germain (6)    | 4 - 1              | Olympique lyonnais     | Wörthersee Stadion, Klagenfurt     | 10 120    |             |
| 2017                | Paris Saint-Germain (7)    | 2 - 1              | AS Monaco              | Stade Ibn-Batouta, Tanger          | 43 761    |             |
| 2018                | Paris Saint-Germain (8)    | 4 - 0              | AS Monaco              | Stade CSU, Shenzhen                | 41 237    |             |
| 2019                | Paris Saint-Germain (9)    | 2 - 1              | Stade rennais FC       | Stade CSU, Shenzhen                | 22 045    |             |
| 2020                | Paris Saint-Germain (10)   | 2 - 1              | Olympique de Marseille | Stade Bollaert-Delelis, Lens       | Huis clos | [ Note 14 ] |
| 2021                | LOSC Lille (1)             | 1 - 0              | Paris Saint-Germain    | Stade Bloomfield, Tel Aviv         | 29 000    |             |
| 2022                | Paris Saint-Germain (11)   | 4 - 0              | FC Nantes              | Stade Bloomfield, Tel Aviv         | 28 000    |             |
| 2023                | Paris Saint-Germain (12)   | 2 - 0              | Toulouse FC            | Parc des Princes, Paris            | 43 792    | [ Note 15 ] |
| 2024                | Paris Saint-Germain (13)   | 1 - 0              | AS Monaco              | Stade 974, Doha                    | 39 682    | [ Note 16 ] |

## Statistiques

### Générales
Proviennent du site officiel de la LFP,.
- Plus grand nombre de victoires pour un club en finale : 13 victoires
  - Paris Saint-Germain (1995, 1998, de 2013 à 2020, 2022, 2023 et 2024)
- Plus grand nombre de victoires consécutives pour un club : 8 victoires
  - Paris Saint-Germain (2013 à 2020)
- Plus grand nombre de victoires pour un joueur : 9 victoires[19]
  -  Marco Verratti (2013, 2014, 2015, 2016, 2017, 2018, 2019, 2020 et 2022 avec le Paris Saint-Germain)
  -  Marquinhos (2014, 2015, 2017, 2018, 2019, 2020, 2022, 2023 et 2024 avec le Paris Saint-Germain)
- Plus grand nombre d'apparitions pour un joueur : 9 matchs
  -  Marco Verratti (2013, 2014, 2015, 2016, 2017, 2018, 2019, 2020 et 2022 avec le Paris Saint-Germain)
  -  Marquinhos (2014, 2015, 2017, 2018, 2019, 2020, 2022, 2023 et 2024 avec le Paris Saint-Germain)
- Plus grand nombre de victoires pour un entraîneur : 5 victoires
  -  Laurent Blanc (2008 et 2009 avec les Girondins de Bordeaux, de 2013 à 2015 avec le Paris Saint-Germain)
- Plus grand nombre de participations pour un club à une finale : 17
  - Paris Saint-Germain (1995, 1998, 2004, 2006, 2010, 2013 à 2024)
- Plus grand nombre de matches consécutifs pour un club : 12 finales
  - Paris Saint-Germain (de 2013 à 2024)
- Plus grand nombre de défaites pour un club :  5 défaites
  - Paris Saint-Germain (1986, 2004, 2006, 2010 et 2021)
- Plus grand nombre de buts marqués : 9 buts
  - l'Olympique de Marseille bat le LOSC Lille 5-4 (2011)
- Plus grand nombre de buts marqués en finale par le vaincu : 4 buts
  - LOSC Lille (2011)
- Record d'affluence : 57 000 spectateurs au Stade du 7-Novembre à Radès, le 28 juillet 2010[20].

### Joueurs les plus titrés
Ce tableau présente le classement des joueurs les plus titrés de l'histoire de la compétition.
Les joueurs inscrits en caractères gras évoluent actuellement en Ligue 1.
Dernière mise à jour après l'édition 2024
| Rang | Joueur             | Pays    | Club(s)                                                                       | Titres | Matchs |
| ---- | ------------------ | ------- | ----------------------------------------------------------------------------- | ------ | ------ |
| 1    | Marquinhos         | Brésil  | Paris Saint-Germain (9)                                                       | 9      | 9      |
| 1    | Marco Verratti     | Italie  | Paris Saint-Germain (9)                                                       | 9      | 9      |
| 3    | Hatem Ben Arfa     | France  | Olympique lyonnais (3), Olympique de Marseille (1) et Paris Saint-Germain (1) | 5      | 5      |
| 3    | Grégory Coupet     | France  | Olympique lyonnais (5)                                                        | 5      | 5      |
| 3    | Anthony Réveillère | France  | Olympique lyonnais (5)                                                        | 5      | 6      |
| 3    | Thiago Silva       | Brésil  | Paris Saint-Germain (5)                                                       | 5      | 5      |
| 7    | Cláudio Caçapa     | Brésil  | Olympique lyonnais (4)                                                        | 4      | 4      |
| 7    | Edinson Cavani     | Uruguay | Paris Saint-Germain (4)                                                       | 4      | 4      |
| 7    | Mahamadou Diarra   | Mali    | Olympique lyonnais (4)                                                        | 4      | 4      |
| 7    | Sidney Govou       | France  | Olympique lyonnais (4)                                                        | 4      | 5      |
| 7    | Lucas Moura        | Brésil  | Paris Saint-Germain (4)                                                       | 4      | 4      |
| 7    | Patrick Müller     | Suisse  | Olympique lyonnais (4)                                                        | 4      | 4      |

### Trophée du meilleur joueur
En association avec l'UJSF, les journalistes présents en tribune de presse désignent le meilleur joueur du match. Le vainqueur se voit remettre le trophée à l'issue de la rencontre, juste avant la cérémonie officielle du podium. En 2012, Youri Djorkaeff a ainsi remis le trophée du meilleur joueur à Yoann Gourcuff, seul joueur à avoir obtenu deux fois cette récompense avec Ángel Di María (en 2016 et 2018).
| Édition | Joueur             | Club                       |
| ------- | ------------------ | -------------------------- |
| 2005    | John Carew         | Olympique lyonnais (1)     |
| 2006    | Jérémy Toulalan    | Olympique lyonnais (2)     |
| 2007    | Sidney Govou       | Olympique lyonnais (3)     |
| 2008    | Marouane Chamakh   | Girondins de Bordeaux (1)  |
| 2009    | Yoann Gourcuff (1) | Girondins de Bordeaux (2)  |
| 2010    | Steve Mandanda     | Olympique de Marseille (1) |
| 2011    | André Ayew         | Olympique de Marseille (2) |
| 2012    | Yoann Gourcuff (2) | Olympique lyonnais (4)     |
| 2013    | André Biyogo Poko  | Girondins de Bordeaux (3)  |
| 2014    | Zlatan Ibrahimović | Paris Saint-Germain (1)    |
| 2015    | Serge Aurier       | Paris Saint-Germain (2)    |
| 2016    | Ángel Di María (1) | Paris Saint-Germain (3)    |
| 2017    | Dani Alves         | Paris Saint-Germain (4)    |
| 2018    | Ángel Di María (2) | Paris Saint-Germain (5)    |
| 2019    | Kylian Mbappé      | Paris Saint-Germain (6)    |
| 2020    | Mauro Icardi       | Paris Saint-Germain (7)    |
| 2021    | Xeka               | LOSC Lille                 |
| 2022    | Lionel Messi       | Paris Saint-Germain (8)    |
| 2023    | Lee Kang-in        | Paris Saint-Germain (9)    |
| 2024    | Ousmane Dembélé    | Paris Saint-Germain (10)   |

## Stades
La compétition a régulièrement changé de stade au cours de son histoire.
Sous l'appellation Challenge des champions, elle est successivement passée par le stade Vélodrome (Marseille, 1955), le Parc des Princes (Paris, 1956), le Stadium Municipal (Toulouse, 1957), à nouveau le stade Vélodrome (Marseille, 1958) et le Parc des Princes (Paris, 1959), le stade Malakoff (Nantes, 1960), le stade Vélodrome (Marseille, 1961) pour la 3e fois, le stade municipal de Beaublanc (Limoges, 1962).
En 1965 après deux saisons sans édition, la compétition revient et passe par le stade du Moustoir (Lorient) puis pour la 2e fois au stade Marcel Saupin (Nantes, 1966) qui vient de changer de nom. S'ensuivent successivement le stade Geoffroy-Guichard (Saint-Étienne, 1967), le stade Richter (Montpellier, 1968), le Parc des Princes (Paris, 1969) pour la 3e fois, le stade Léo-Lagrange (Nice, 1970), le stade de l'Armoricaine (Brest, 1971), le stade de Bon Rencontre (Toulon, 1972) et le stade de l'Armoricaine (Brest, 1973) à nouveau.
Elle n'a ensuite plus été disputé pendant douze ans (onze saisons) et fait son retour sous le nom de Trophée des champions en 1985 en passant par le Parc Lescure (Bordeaux). La saison suivante, c'est un stade d'outre-mer qui est mis à l'honneur, à savoir le stade des Abymes (Guadeloupe).
Après neuf ans d'absence, le Trophée des champions revient pour la saison 1995-96 et passe successivement par le stade Francis-Le Blé (Brest, en 1996 et pour la 3e fois), le stade de la Méditerranée (Béziers, 1997), le stade de la Vallée du Cher (Tours, 1998), le stade de la Licorne (Amiens, 1999), le stade Auguste-Bonal (Sochaux, 2000), le stade de la Meinau (Strasbourg, 2001), le stade Pierre-de-Coubertin (Cannes, 2002 et 2004), le stade de Gerland (Lyon, 2003, 2006 et 2007), le stade de l'Abbé-Deschamps (Auxerre, 2005), et le stade Chaban-Delmas (Bordeaux, en 2008 et pour la 2e fois).
En mai 2009, la Ligue de football professionnel annonce qu'elle va faire jouer le match à l'étranger, afin de « conquérir de nouveaux marchés ». Le samedi 25 juillet, le Stade olympique de Montréal, au Québec, accueille 34 068 personnes pour la rencontre opposant le FC Girondins de Bordeaux à l'En Avant de Guingamp. Frédéric Thiriez, président de la LFP, annonce alors que les futures éditions se dérouleront également à l'étranger.
Ainsi, depuis 2009 et à l'exception de l'édition 2020 due aux circonstances exceptionnelles et de l'édition 2023 initialement prévue en Thaïlande, le Trophée des champions se déroula au Canada, en Tunisie, au Maroc, aux États-Unis, au Gabon, en Autriche, en Chine et en Israël.

## Diffuseurs en France
Depuis l'édition 1995, dix chaînes ont retransmis le Trophée des Champions en France : TF1, France 2, France 3, Canal+, M6, Direct 8, beIn Sports, Téléfoot, Amazon Prime Video et DAZN.
| Édition | Chaîne            | Audience           |
| ------- | ----------------- | ------------------ |
| 1995    | TF1               |                    |
| 1997    | France 3          |                    |
| 1998    | France 3          |                    |
| 1999    | France 3          |                    |
| 2000    | TF1               |                    |
| 2001    | M6                |                    |
| 2002    | M6                | 1 166 000 (8,2 %)  |
| 2003    | TF1               |                    |
| 2004    | Canal+            | 829 000            |
| 2005    | France 2          |                    |
| 2006    | France 2          | 3 000 000 (26,8 %) |
| 2007    | France 2          | 2 500 000 (24,6 %) |
| 2008    | France 2          | 2 550 000 (24,6 %) |
| 2009    | Direct 8          |                    |
| 2010    | M6                | 2 479 000 (13 %)   |
| 2011    | Canal+            | 1 330 000          |
| 2012    | Canal+            |                    |
| 2013    | beIn Sports       |                    |
| 2014    | beIn Sports       |                    |
| 2015    | beIn Sports       |                    |
| 2016    | beIn Sports       |                    |
| 2017    | beIn Sports       |                    |
| 2018    | beIn Sports       |                    |
| 2019    | beIn Sports       |                    |
| 2020    | Canal+ / Téléfoot | 1 269 000          |
| 2021    | Prime Video       |                    |
| 2022    | Prime Video       |                    |
| 2023    | Prime Video       |                    |
| 2024    | DAZN              |                    |
| 2025    | Ligue 1+          |                    |